# 劉三吾
劉三吾（1313年—？），初名如孫，字坦甫，号坦翁，湖南茶陵人。明朝初期政治人物。

## 生平
生于元仁宗皇庆二年（1313年），其兄劉耕孫、劉燾孫都在元朝为官，后遭寇乱杀死。劉三吾逃往广西，任广西行省承制授靜江路儒學副提舉。后明朝部队进入广西，刘三吾在茶陵归顺。洪武十八年（1386年），授左春坊贊善，累遷翰林學士，深受朱元璋信任。其为《明大誥》及《御制洪範註》作序，并修订《省躬錄》、《書傳會選》、《寰宇通誌》、《禮制集要》諸書，与汪睿、朱善稱「三老」。洪武二十三年，任晉世子經，二十四年（1391年），吏部侍郎侯庸弹劾79岁的刘三吾年老怠职，遂俸禄被减半，降为國子博士。此后辞职还乡。
刘三吾为人坦荡，没有城府。当时懿文太子去世，其进言应当立皇孙为嫡系，此为建文帝确立之始。二十六年（1393年）二月，外孙单庆以府军前卫千户牵连蓝玉案被杀，女儿良玉被刺面后发配浆糨房为奴，戶部尚書趙勉为劉三吾女婿，因事连坐而死，劉三吾免职隐退。次年九月又被命为大学士。洪武三十年（1398年），主持丁丑科会試，后发榜，宋琮为第一，上榜者没有一个出自北方。于是诸位考生认为劉三吾为南方人，照顾其乡亲。朱元璋得知后大怒，命張信等人阅卷。后張信说劉三吾判卷无错属实。朱元璋更怒，杀張信等诸阅卷官，并将劉三吾发配戍边。后明太祖亲自主持殿试，再选六十一名进士，都为北方人。当时所谓“南北榜”或“春夏榜”。建文初年，87岁的劉三吾被召還，后死于任上。葬茶陵腰坡镇石坡村，陵墓今存。